# Купер, Софа
Со́фа Ку́пер (англ. Sopha Kuper; настоящее имя — Со́фья Андре́евна Наба́тчикова; род. 7 июля 2004, Москва, Россия) — российский видеоблогер и певица. Сестра Александры Набатчиковой.

## Биография
Софья Набатчикова родилась 7 июля 2004 года в Москве, но потом семья переехала в Коломну.
Зарегистрировала канал SofaKuper на YouTube 4 апреля 2015 года. Первое видео датируется 19-м января 2016 года.
Первые видеоролики снимала вместе с сестрой Сашей, которая начала вести свой канал почти одновременно, тоже выложив первое видео в январе 2016 года.
Первые видео девушки снимали вместе: это были сюжеты об их повседневной жизни и пародии на известных блогеров. В одном из роликов сестры учат свою маму и ее подруг молодежному сленгу, а те, в свою очередь, предлагают отгадать смысл сленговых словечек, популярных в 1990-х.«Софа Купер и Саша Айс: сестры в эфире» — tele.ru
В 2018 году число подписчиков канала Софы на видеохостинге YouTube достигло миллиона человек.

## Тематика канала
Тематика видеороликов самая разнообразная.

... девочка не жалеет себя и проводит разные эксперименты над собой, снимает крутые лайфхаки и приколы на разные темы, которые заставляют зрителей подписаться на ее канал и досмотреть каждое видео до конца.
— «Самые популярные дети-блоггеры на YouTube» — Музыка Первого

По состоянию на 2018 год особо популярна среди зрителей была серия «Песни в реальной жизни», в которой Софа с сестрой Сашей и друзьями разыгрывала сюжеты, используя в диалогах только цитаты из популярных песен разных лет.
По состоянию на декабрь 2023 года лояльность аудитории (разница между количеством подписчиков на канале и средним количеством просмотров на ролик) на YouTube-канале Софы составляет 12,5%.

## Дискография

### Синглы
| Год  | Дата       | Название                               |
| ---- | ---------- | -------------------------------------- |
| 2019 | 3 сентября | «ЗАКРУЖИТ» (совместно с Сашей Айс)     |
| 2020 | 15 апреля  | «КРАШ» (совместно с Сашей Айс)         |
| 2020 | 24 ноября  | «Надо вот так» (совместно с Сашей Айс) |
| 2021 | 17 июня    | «КОПИПАСТ» (совместно с Сашей Айс)     |

## Премии и номинации
| Год  | Премия                                                          | Номинация   | Номинант(ы)               | Результат | Ист.  |
| ---- | --------------------------------------------------------------- | ----------- | ------------------------- | --------- | ----- |
| 2018 | «Девочка года» (в рамках церемонии «Девичник Teens Awards 2018» | Блогер года | Sasha Ice and Sopha Kuper | Победа    | [ 6 ] |